# Handball Club Celles-sur-Belle
Maillots
Actualités
Dernière mise à jour : 22 avril 2024.
| \| Localisation de Celles-sur-Belle · Celles-sur-Belle \| Localisation de Celles-sur-Belle |
| Localisation de Celles-sur-Belle · Celles-sur-Belle                                        |

Le HBC Celles-sur-Belle est un club de handball situé à Celles-sur-Belle, une commune de 3 500 habitants des Deux-Sèvres se trouvant à 20 km du sud-est de Niort. Le club est particulièrement connu pour son équipe première féminine, évoluant en Division 2 depuis la saison 2024-2025 avec une montée de l'équipe en ligue Butagaz Energie et une équipe réserve évoluant en N1F depuis la saison 2023-2024.

## Historique

### 1976: le début d’une grande aventure
Sous l’impulsion de la ville de Celles-sur-Belle et de son maire Pierre Billard, la municipalité construit une salle omnisports. Quelques Cellois (Jean Marie Roy, Gérard Andrault, Gilbert Sabourin, Ariel Berthonneau, Eric Simon…) exilés à Melle dans le cadre d’une entente handballistique décident de revenir pour développer cette discipline encore nouvelle dans le sud des Deux-Sèvres. Ils fondent l’association du HandBall Club Celles-sur-Belle en mai 1976.

### 1986: la relève arrive
Dix ans après avoir créé le club, les anciens manifestent l’envie de laisser ce jeune club à une nouvelle génération. Jean Marie Roy se retire de la présidence pour se consacrer à d’autres activités, c’est alors Joël Meynieux, joueur et fidèle du club qui prend sa succession.

### Les années 2000
Le rêve devient réalité en accédant au championnat national
Le début des années 2000 est faste pour le club puisque les garçons accèdent à la Nationale 3 (sous les ordres de Jean Marie Dunord et Franck Barboza) et les filles à la Nationale 2 sous la houlette de Fréderic Vignier. Une magnifique saison pour le HBCC et cette génération de surdoués menée par des capitaines emblématiques tels que Luc Girard pour les garçons et Sandrine Jarson pour les filles.
Dans un même temps, le club décide d’axer sa politique de développement sur la filière féminine en affichant, avec son entraineur, Fréderic Vignier, des ambitions à la hausse. Les résultats ne se font pas attendre avec un 1er titre de championne de France de Nationale 3 en 2003 et de vice championne de France de Nationale 2 en 2005.
Après 19 années de présidence, Joel Meynieux laisse les rênes du club à Dominique Giraud. Une page importante du club se tourne…

### 2006: entrée dans une nouvelle ère
En 2006, les Celloises, pour leur 1re saison en Nationale 1 obtiennent le titre de championne de France contre La Crau à Celles-sur-Belle. Devant un public aux anges, les Celloises obtiennent le ticket de la montée en Division 2 Féminine et entrent ainsi dans l’antichambre de l’élite du handball français. 
Grâce au soutien des collectivités locales, le HBCC se dote d’une nouvelle salle moderne, affectée à 100 % au handball, pouvant accueillir plus de 1 000 personnes.
Dominique Giraud, démissionne en mai 2008 et c’est Fréderic Vignier qui lui succède au poste de président. Milenko Kojic devient alors, entraîneur de l’équipe élite.
Sous l’impulsion de son nouveau président Frédéric Vignier, d’une nouvelle équipe de chefs d’entreprise (Patrick Morisset, Régis Jolivel, Pascal Magneron…) et de bénévoles, le club se lance un challenge : maintenir et développer un club féminin de haut niveau dans un milieu rural. La filière féminine se développe peu à peu et assure un processus de formation de qualité et les garçons défendent de la plus belle manière les couleurs celloises dans la région.

### 2016: dans l'élite
À l'issue de la saison 2014-2015 en Nationale 1, le club est promu en Division 2. Étant l'un des trois seuls clubs à avoir obtenu le statut VAP, le club accède à la Division 1 malgré une 8e place seulement en Championnat.
C'est donc dans l'élite qu'évolue le club lors de la saison 2016-2017. Plus petit budget du championnat, le club termine dernier, tant lors de la saison régulière que des Playdowns, et est donc relégué en Division 2.

### 2018-2019: l'aventure en coupe de France
Pensionnaire de Division 2 lors de la saison 2018-2019, le HBC Celles-sur-Belle atteint pour la première fois de son histoire les demi-finales de la coupe de France. Entrées en lice au 4e tour de la compétition, les celloises éliminent successivement La Roche-sur-Yon (22-25), Mérignac (27-25) puis Le Havre en huitième de finale (27-18). En quart de finale, Celles réalise un exploit en éliminant Toulon Saint-Cyr (30-26), pensionnaire de LFH et finaliste de l'édition précédente. Le 6 avril 2019 à la Brest Arena, Celles est éliminé de la compétition en demi-finale par le Brest Bretagne Handball (27-24), après avoir pourtant compté jusqu'à sept buts d'avance en première période (8-15, 25e minute) et mené de cinq buts à la mi-temps (11-16).

## Palmarès

### Championnats nationaux
| Saison    | Division    | Classement   | Commentaire                          | Coupe de France |
| --------- | ----------- | ------------ | ------------------------------------ | --------------- |
| 2002-2003 | Nationale 3 | 1er          | Championnes de France de Nationale 3 | ?               |
| 2004-2005 | Nationale 2 | 1er          | Championnes de France de Nationale 2 | ?               |
| 2005-2006 | Nationale 1 | 1er          | Championnes de France de Nationale 1 | ?               |
| 2006-2007 | Division 2  | 7e           | -                                    | ?               |
| 2007-2008 | Division 2  | 7e           | -                                    | ?               |
| 2008-2009 | Division 2  | 5e           | -                                    | ?               |
| 2009-2010 | Division 2  | 7e           | -                                    | ?               |
| 2010-2011 | Division 2  | 10e          | -                                    | ?               |
| 2011-2012 | Division 2  | 12e          | -                                    | ?               |
| 2012-2013 | Division 2  | 11e          | -                                    | ?               |
| 2013-2014 | Nationale 1 | 2e (Poule 1) | -                                    | 4e tour         |
| 2014-2015 | Nationale 1 | 1er          | -                                    | ?               |
| 2015-2016 | Division 2  | 8e           | Accession en D1 grâce au statut VAP. | 4e tour         |
| 2016-2017 | Division 1  | 11e          | Relégation (dernier de Division 1)   | 8e de finale    |
| 2017-2018 | Division 2  | 6e           | -                                    | 16e de finale   |
| 2018-2019 | Division 2  | 2e           | -                                    | Demi-finale     |
| 2019-2020 | Division 2  | 3e           | -                                    | 1/8 de finale   |
| 2020-2021 | Division 2  | Vainqueur    | Accession en D1                      | arrêtée         |
| 2021-2022 | Division 1  | 13e          | -                                    | 2etour          |

### Championnats et coupes régionaux
19 titres pour les filles et 21 pour les garçons
Masculins : 

Champion du Poitou en 1977, 1982, 1986, 1988, 1990, 1993, 1996

Vainqueur de la Coupe de Poitou-Charentes en 1988, 2000, 2002, 2003, 2006

Vainqueur de la Coupe des Deux-Sèvres en 1985, 1990, 1992, 1993, 1994, 1995, 1996, 1998, 2000

Féminines : 

Vice Championne de France de Nationale 2 en 2005

Championne du Poitou en 1978, 1989, 1998, 2000, 2010

Vainqueur de la Coupe du Poitou-Charentes en 1997, 1998, 1999, 2000, 2010, 2011

Vainqueur de la Coupe des Deux Sèvres en 1977, 1994, 1998, 2001, 2003

## Personnalités liées au club

### Effectifs précédents
Effectif 2021-2022
- Justine Hicquebrant, gardienne de but
- Laura Portes, gardienne de but
- Jessica Sogoyou, gardienne de but
- Laura Godard, ailière gauche
- Hawa Kante, ailière gauche
- Cléa Delaume, pivot
- Laura Dorp, pivot
- Goundouba Guirassy, pivot
- Lesly Briemant, ailière droite
- Laurine Chesneau, ailière droite
- Estelle Golvet, ailière droite
- Hanna Ahlen, arrière gauche
- Vanessa Boutrouille, arrière gauche
- Marjorie Demunck, arrière gauche
- Guillemette Cauly, demi-centre
- Perrine Petiot, demi-centre
- Maelle Caillaud, arrière droite
- Joana da Costa, arrière droite
- Dijana Števin, arrière droite

### Joueuses
Parmi les joueuses ayant évolué au club, on trouve :
- / Awa Diop
- / Karichma Ekoh
- Christelle Manga
- Soukeïna Sagna
- Maja Son
- Slađana Topić

### Entraîneurs
- inconnu : avant 2018
- Pablo Morel : de 2018 à 2020
- Thierry Vincent : depuis 2020

## Identité visuelle (logo)

Ancien logo

## Liens
- Site du HBC Celles sur Belle